# Autorité combinée de l'Ouest de l'Angleterre

Situation géographique de l'autorité combinée

L’autorité combinée de l'Ouest de l'Angleterre (en anglais : West of England Combined Authority) est une autorité combinée qui regroupe la ville de Bristol, le South Gloucestershire et Bath and North East Somerset dans l'ouest de l'Angleterre, au Royaume-Uni.

## Historique
Le 16 mars 2016, un projet d'autorité combinée pour l'Ouest de l'Angleterre est proposé par George Osborne, chancelier de l'Échiquier, dans le cadre de la présentation du budget de l'État britannique.
Dans un premier temps, le projet couvre l'ensemble du territoire de l'ancien comté d'Avon qui a existé de 1974 à 1996. Cependant, en juin 2016, le conseil du North Somerset rejette la proposition  qui est en revanche acceptée par la ville de Bristol, le South Gloucestershire et Bath and North East Somerset,. L'autorité combinée est officiellement créée le 9 février 2017 et le maire élu le 4 mai suivant.

## Fonctions
Les fonctions de l'autorité concernent principalement la planification, la formation continue et les transports locaux.

## Politique et administration
L'autorité combinée est dirigée par un cabinet de quatre membres qui comprend un maire élu au suffrage direct ainsi que le maire de Bristol et les présidents des conseils du Gloucestershire du Sud et Bath et Somerset du Nord-Est.
| Période     | Période     | Identité   | Étiquette          | Qualité |
| ----------- | ----------- | ---------- | ------------------ | ------- |
| 8 mai 2017  | 10 mai 2021 | Tim Bowles | Parti conservateur |         |
| 10 mai 2021 | En cours    | Dan Norris | Parti travailliste |         |